# 万葉線MLRV1000形電車
万葉線MLRV1000形電車（まんようせんMLRV1000がたでんしゃ）は、万葉線株式会社が保有する路面電車車両である。2車体連接・2台車方式の超低床電車で、「アイトラム」 (AI-TRAM) の愛称を持つ。形式名は単に「1000形」とも表記される。
万葉線株式会社が運営する万葉線（高岡軌道線・新湊港線）で使用される。営業運転の開始は2004年（平成16年）1月。2009年（平成21年）までに6編成（6両）が導入された。2012年（平成24年）からは、6編成のうち1編成がドラえもんのキャラクターを車体内外に描いた「ドラえもんトラム」として運行されている。

## 導入までの経緯
万葉線株式会社が運営する高岡軌道線・新湊港線（あわせて「万葉線」と称する）は、富山県の高岡市と射水市（旧新湊市）を結ぶ約13キロメートルの軌道・鉄道路線である。高岡市内区間の大部分が道路上を走る併用軌道であるという特徴を持つ。
万葉線は1970年代以来乗客の減少が続き経営が厳しく、国からの欠損補助や沿線自治体からの支援によって存続しているという状況であり、1990年代末には同線を運営してきた加越能鉄道（2012年加越能バスへ改称）から廃止・バス転換の方針が出されていた。廃止方針に対して沿線の高岡・新湊両市では、万葉線は住民の生活路線であり都市の個性の象徴でもあるなどと路線の存在意義を認めて第三セクター方針による路線存続を決定。これを受けて2001年（平成13年）に受け皿となる万葉線株式会社が市や県、沿線企業・団体などの出資によって設立され、翌2002年（平成14年）4月、万葉線は加越能鉄道より新会社に引き継がれた。
万葉線株式会社が加越能鉄道より引き継いだ電車は、デ7000形・デ7060形・デ7070形の計11両であった。ところがこれらの車両はいずれも1961年（昭和36年）から1967年（昭和42年）までに製造されたもので、当時老朽化が進んでいた上に冷房装置の搭載がなかった。このことから会社では新型車両の導入を決定し、2002年10月23日、新潟鐵工所（当時。鉄道車両部門は翌年新潟トランシスとなる）が製造する超低床電車の導入を発表した。こうした過程を経て導入された車両がMLRV1000形である。導入に際して国からの近代化設備整備費補助金の交付や富山県、高岡・新湊両市からの援助を受けている。

## 車体・主要機器

### 車種と車両コンセプト
MLRV1000形は、新潟トランシスの製造による2車体2台車式・100%低床構造の超低床電車である。
新潟トランシスによる超低床電車製造は、前身の旧新潟鐵工所時代にさかのぼる。日本への超低床車導入を目指す同社は、ドイツのAEG（当時、後に再編によりアドトランツを経て現・ボンバルディア）と業務提携し、AEGの製造する超低床車「ブレーメン形」を日本市場へ導入することとなった。導入方法は、新潟鐵工所がAEGに代わって日本仕様の車体を設計・製作し、AEGから量産品の電機品・台車を輸入しそれらを車体に艤装して車両を製造する、というものである。車軸のない独立車輪を用いることで低床化を実現するという特徴を持ち、1997年（平成9年）に熊本市交通局へ納入された9700形がこの車両の導入第1号となった。
熊本に続いて2002年（平成14年）に岡山電気軌道へ納入された9200形では、アドトランツが新開発した超低床電車シリーズ「インチェントロ」の車体デザインを取り入れることにより、車体が丸みを帯びたものに変更された。以後新潟トランシスが製造する超低床車は「ブレーメン形」の足回りに「インチェントロ」の車体を組み合わせた仕様が標準となっており、これら2形式に続く新潟トランシス製超低床電車となったMLRV1000形もこの仕様で製造されている。

車両導入決定後の2003年（平成15年）1月より、万葉線株式会社では地元高岡市と縁の深い工業デザイナーの佐藤康三に委嘱して車両のトータルデザインの開発・監理を行い、同年9月1日に最終デザインを決定した。独自性を打ち出し他都市の車両との差別化を図るべく車両のコンセプトは「情熱」「元気」とされ、このコンセプトに基づき基本デザインに対して内外装あわせて84か所を変更している。

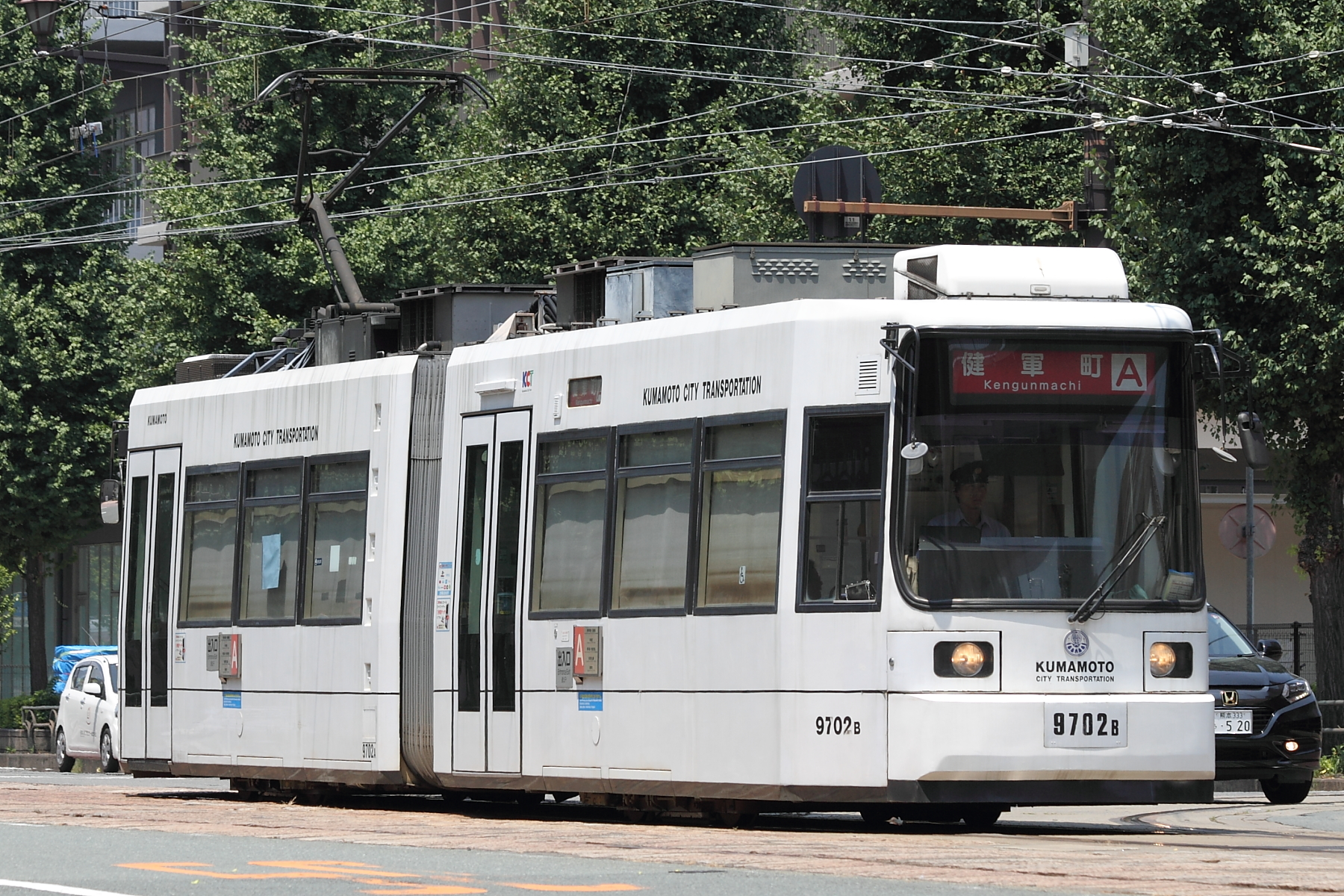
熊本市交通局9700形
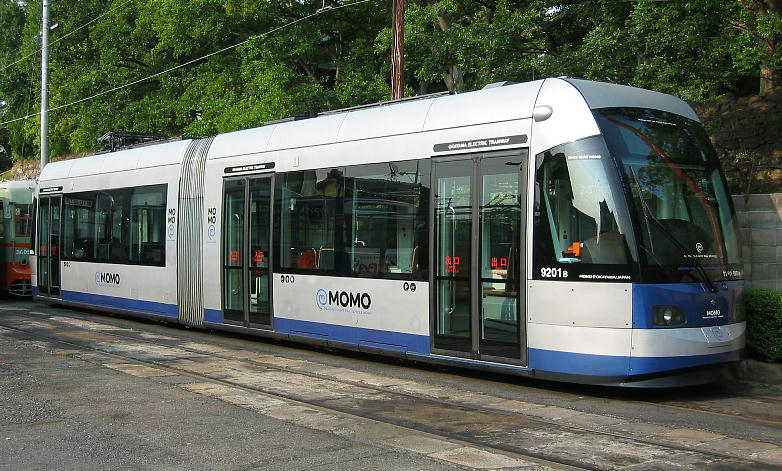
岡山電気軌道9200形

### 車体
MLRV1000形は2車体を連接した車両であり、パンタグラフを置く越ノ潟駅側の車両を「A車」、反対側の高岡駅側の車両を「B車」と称する。車体は耐久性と保守性への考慮から耐候性鋼板 (SPA) 製で、ほかにステンレス鋼板を屋根と床板に、ガラス繊維強化プラスチック (FRP) を前頭部に用いる。車体塗装は基本色に赤、アクセントのラインにグレーと黒、グラフィックデザインに白を採用する。
前頭部には4つの前照灯が並ぶ。2007年に登場した第3編成以降はそのうち内側の2灯にHIDランプを採用する。尾灯はパッシングとウィンカーの機能を併せ持つ。また地場産業の活用として、先頭部分に高岡市の伝統工芸螺鈿細工による万葉線のシンボルマークを埋め込んでいる。
連結部分を除いた各車の全長は8.74メートルで、編成の全長は18.4メートルである。車体の最大幅は2.4メートル、車体の高さ（パンタグラフ折りたたみ高さ）は3.745メートル、自重は21トン。

### 車内
| 台車上部分の座席（左）と運転台後部の座席（右）。座席のモケットは第4編成以降が青色（左）、第3編成までが鶯色（右）（2016年6月） |  | 台車上部分の座席（左）と運転台後部の座席（右）。座席のモケットは第4編成以降が青色（左）、第3編成までが鶯色（右）（2016年6月） |
| 台車上部分の座席（左）と運転台後部の座席（右）。座席のモケットは第4編成以降が青色（左）、第3編成までが鶯色（右）（2016年6月） |  | |

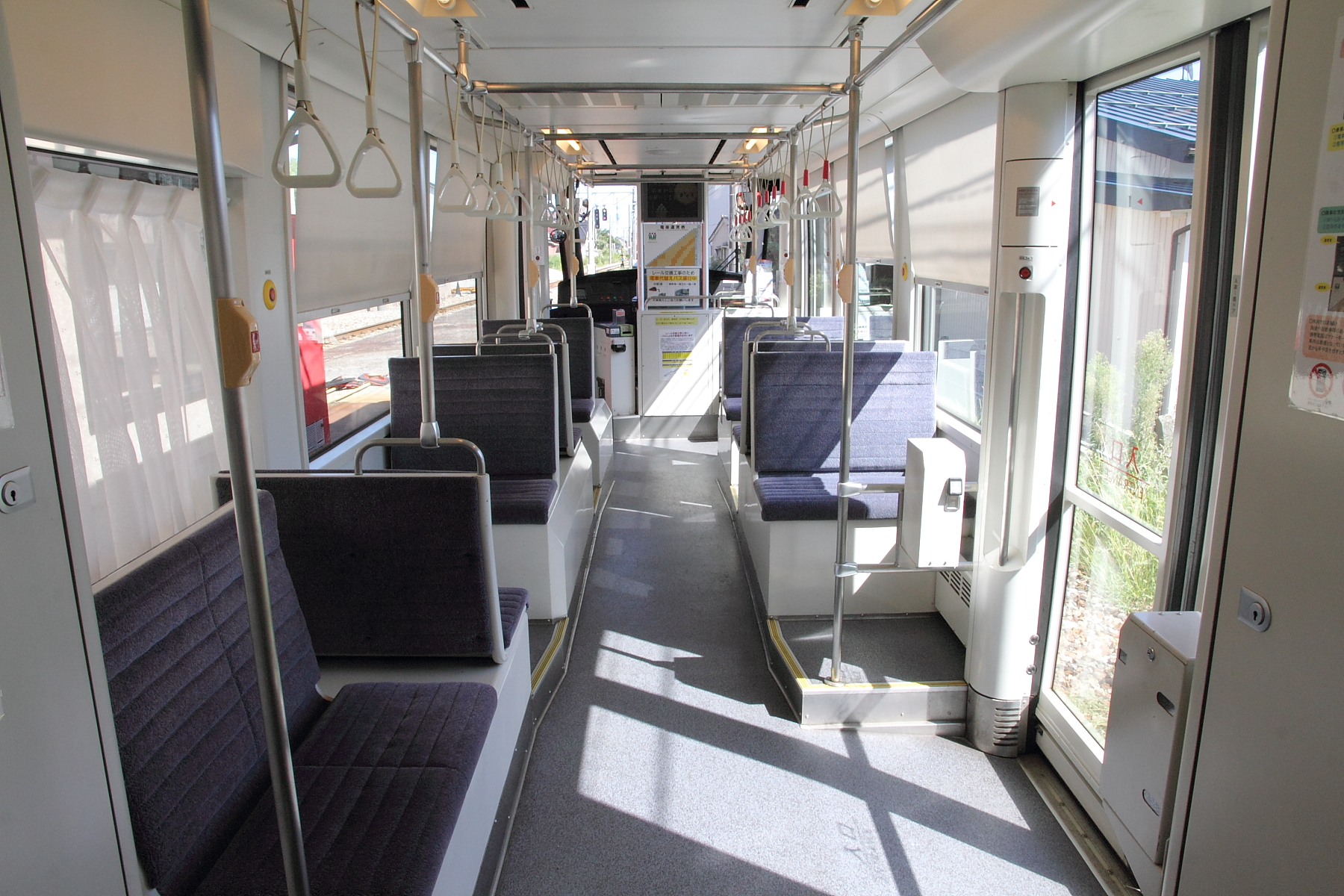
連結部から運転台側に向って撮影した第6編成A車 (MLRV1006A) の車内。（2016年8月）

100%低床構造の超低床車であり、車内通路部分におけるレール上面から床面までの高さは36センチメートルで、乗降口部分ではさらに低い30センチメートルとなっている。内装は白を基調とした明るい配色とされ、座席のモケットは鶯色、2008年に登場した第4編成以降は青色を採用する。
ドアは電動スライド・両開き式のプラグドア（有効幅1.25メートル）を片側2か所ずつ計4か所に設置する。配置は左右非対称・点対称で、進行方向に向って左側では各車の前寄り、右側では後ろ寄りにある。列車の運行時間が長く座席定員を確保する必要があることから、先の岡山電気軌道9200形とは異なってドアが片側2か所とされた。
編成の定員は80人。座席定員は30人で岡山電気軌道9200形に比べて6席増加した。編成図によると、車体中央部および運転台後部にクロスシート、連結部側ドアの反対側にロングシートを配する。座席の幅は広く取られており公称の座席定員以上の着席が可能である。運転台後部は車椅子スペースでもあり、この部分の座席は折りたたみ式となっている。

### 台車・床下機器
台車は各車中央部に1台ずつ、車輪同士を繋ぐ車軸を省いた独立車輪4輪からなるボルスタレス式ボギー台車を配する。台車枠・車体間の枕ばねおよび車輪・台車枠間の軸ばねにはゴムばねを使用（軸ばねにはコイルばねも併用）し、車輪にはゴムを挟み込んだ弾性車輪を用いる。車輪を台車枠に対して保持する軸箱支持方式はスイングアーム式と呼ばれるもの。車輪直径は660ミリメートル。車輪は連結部寄りが動輪、先頭部寄りが従輪であるが、動輪だけで駆動力・ブレーキ力双方をまかなうことから、枕ばねの取り付け位置を連結部寄り（＝動輪側）にずらして粘着力（車輪とレールとの間にはたらく摩擦力）を確保する。
主電動機は出力100キロワットのかご形三相誘導電動機（形式名：BAZu3650/4.6）を搭載。台車ではなく車体の座席下に装荷されており、駆動力は主電動機から自在継手（ユニバーサルジョイント）、推進軸（スプライン軸）、台車のかさ歯車、2段減速平歯車装置という経路で片側の動輪に伝わり、さらに駆動軸（ねじり軸）を介して反対側の動輪へと伝えられる（車体装荷式直角カルダン軸駆動方式）。
台車はボンバルディア製で、ドイツからの輸入品である。ただしメーカーの新潟トランシスが2007年（平成19年）にボンバルディアより技術供与を受けてライセンス生産によって台車を自社生産する体制を整えており、2009年導入の最終増備車（第5・第6編成）については同時期の熊本市交通局0800形とともに台車を国内生産として輸入品を主電動機などの一部機器に限定している。
ブレーキは、主電動機を用いる電気ブレーキ（回生・発電併用）があり、これで8キロメートル毎時まで減速し、それ以降は機械ブレーキであるばね作用・油圧緩め式のディスクブレーキが作動して停止する。ディスクの取り付け位置は台車ではなく主電動機の出力軸である。これらが常用ブレーキで、ほかにも別系統で蓄電池駆動の電磁吸着ブレーキ（トラックブレーキ）を保安ブレーキとして備えており、各台車に2組ずつ機器を設置する。また制動距離確保のため砂まき装置を装備しており、適宜手動で砂を散布できるほか、滑走時や非常ブレーキ・保安ブレーキ使用時には自動的に散布するようになっている。
設計最高速度は70キロメートル毎時である。

### 屋上機器
A車の屋根上には集電装置や主制御装置など、B車の屋根上には蓄電池や補助電源装置などをそれぞれ配置し、各車屋根上に冷房装置を設置する。
集電装置はシングルアーム式パンタグラフで、ばねの力で上昇し、電動機で下降するタイプである。主電動機への供給電力を制御する主制御装置はPWM制御・IGBT素子によるVVVFインバータ制御方式であり、冗長性を高めるため2群のインバータを搭載し1群のインバータにつき主電動機1基を制御する（1C1M方式）。主制御装置は三菱電機製（形式名：MAP-102-60VD118）。補助電源装置はIGBT素子による静止形インバータ (SIV) である。

### 運転台関連機器
マスター・コントローラーは右手扱いのワンハンドル式を採用する。
車体のバックミラーは車外確認用の小型カメラで代用されており、その映像は運転台左右に配置された車外モニターに表示される。運転席のモニターは他にも車内モニターがあり、運転士は後方車両に取り付けられたカメラからの映像も確認できる。

## 運行開始と増備

### 第1・第2編成の導入と愛称設定
MLRV1000形の第1編成 (MLRV1001) は、2003年（平成15年）12月12日、高岡市内にある万葉線株式会社米島車庫に搬入された。竣工は12月14日付。車両価格は2億2,000万円である。営業運転開始に先立ち2004年（平成16年）1月17日に高岡市長の佐藤孝志をはじめとする富山県や沿線自治体の招待者約160人による試乗会が行われ、翌18日には公募で集まった市民約150人による試乗会も開催されている。営業運転は1月21日より開始され、当日は米島車庫での発車式ののち、高岡駅前発越ノ潟行きの列車より営業に投入された。
営業運転開始後同年3月に万葉線株式会社は車両愛称を公募し、5月7日、県内外からの計893点の応募の中から「アイトラム (AI-TRAM)」を愛称に採用すると発表した。同社によると、愛称は富山湾から吹く風「あいの風」に、英語で路面電車を意味する「トラム」を組み合わせたもので、加えて「アイ」には「愛される」に通じ愛着を持って利用してほしいとの思いを込めている、と述べている。
2004年8月2日、第1編成と内外装ともに同一仕様の第2編成 (MLRV1002) が米島車庫に搬入された。竣工は8月6日付。車両価格は第1編成と同じく2億2,000万円である。翌7日に米島車庫前で発車式が開催され、運転が開始された。
2004年10月には、MLRV1000形は日本デザイン振興会の「グッドデザイン賞」を受賞した（2004年度、受賞番号：04A11056）

### 脱線事故による運休
MLRV1000形は運転開始当初よりトラブルが相次いだ。
まず第1編成については、営業運転から1か月に満たない2004年2月11日に米島口停留場の分岐器で脱線した。これは路面凍結防止剤の影響でスリップしたためですぐに原因が判明して当日には運行を再開している。第2編成についてはより深刻で、出発式から一夜明けた同年8月8日に早速中新湊 - 東新湊間で脱線事故を起こした。脱線原因は不明とされ、第1編成とともに運休の措置が採られた。
事故後の試験走行の結果、異常が見られないことから1か月半後の9月30日にMLRV1000形は営業運転に復帰した。ところが復帰当日、第2編成が本丸会館停留場付近で再び脱線事故を起こしてしまい、両編成そろって再度運行から外された。
9月の事故後の調査では、脱線原因はドイツ製台車のバックゲージ（車輪の内面間の距離）が在来車よりも10ミリメートル広くなっている点にあるのではないかと推定された。バックゲージが異なることで、在来車の運行によって分岐器部分に生じていた溝とかみ合わなかったことが原因ではないか、というものである。このためバックゲージを1,000ミリメートルから在来車と同じ990ミリメートルに修正することになり、在来車と同型の車輪をドイツから輸入の上、設備が整う富山地方鉄道稲荷町テクニカルセンター（富山市）にて交換作業を実施した。交換作業は12月24日に終了。30日より車両の試運転を始め、並行して分岐器の接触面を一部削る、急カーブ地点6か所に脱線防止ガードなどを新設する、といった線路の改良工事を進めた。
800キロメートルに及ぶ試運転の結果安全面に問題がないと確認されたことから、2005年（平成17年）3月13日より5か月半ぶりに第1編成・第2編成ともに営業運転が再開された。一連の脱線事故に関し、万葉線株式会社から車両メーカーの新潟トランシスに対し損害賠償請求が起こされたが、同年9月21日に示談が成立。新潟トランシス側は万葉線株式会社に対して賠償金325万円（内訳は復旧作業などにからむ人件費、代替バスの借り上げ費用、検査費および解決金）を支払い、定期的に取り替えが必要な車両の消耗部品類130万円相当を無償提供することとなった。
2019年1月30日にも新吉久停留場付近にて脱線。試運転であったため乗客は居なかったが、翌日まで不通となった。

### 第3 - 第6編成の導入

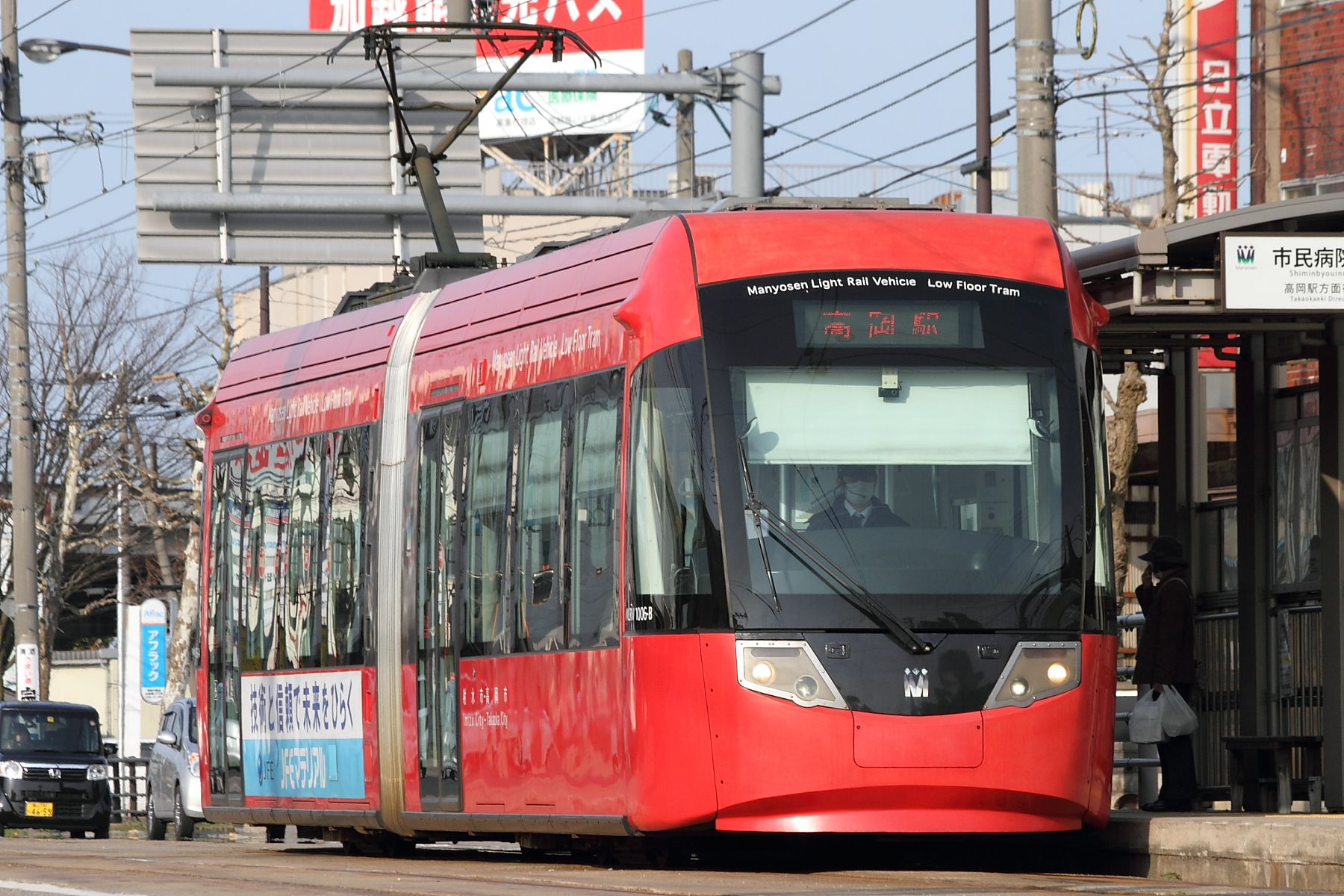
第3編成以降は前照灯の一部にHIDランプを採用している。
（写真は第6編成、2015年4月・市民病院前停留場付近）

当初のMLRV1000形の導入計画では、2003年度と2004年度に1編成ずつ、2005・2006年度に2編成ずつ導入し合計6本とする予定であったが、実際には第3編成以降は2006年度から2009年度にかけての導入となった。その第3編成 (MLRV1003) は2006年（平成18年）12月20日付で竣工。2007年（平成19年）3月19日のダイヤ改正にあわせて米島車庫前で出発式が開かれ営業運転を開始した。
続く第4編成 (MLRV1004) は2008年（平成20年）1月31日付で竣工。同年3月19日に出発式を行って同日より営業運転を開始した。
第5編成 (MLRV1005) および第6編成 (MLRV1006) は、そろって2009年（平成21年）3月25日付で竣工した。同年4月16日に両編成の出発式が開催され、同日より営業運転に開始したことで、MLRV1000形は導入計画通り6編成がそろった。この最終増備によって4月18日のダイヤ改正後からは、日曜日はすべての列車を、それ以外の曜日は6運用中5本の列車をこのMLRV1000形で運行できるようになった。
MLRV1000形の導入により旧型車の廃車が進み、加越能鉄道から万葉線株式会社が引き継いだ3形式（デ7000形・デ7060形・デ7070形）計11両のうちデ7000形・デ7060形は全廃された。2011年4月時点では、万葉線の車両はMLRV1000形6編成に対し旧型車はデ7070形のみが5両残る、という体制となっている。

## ドラえもんトラム

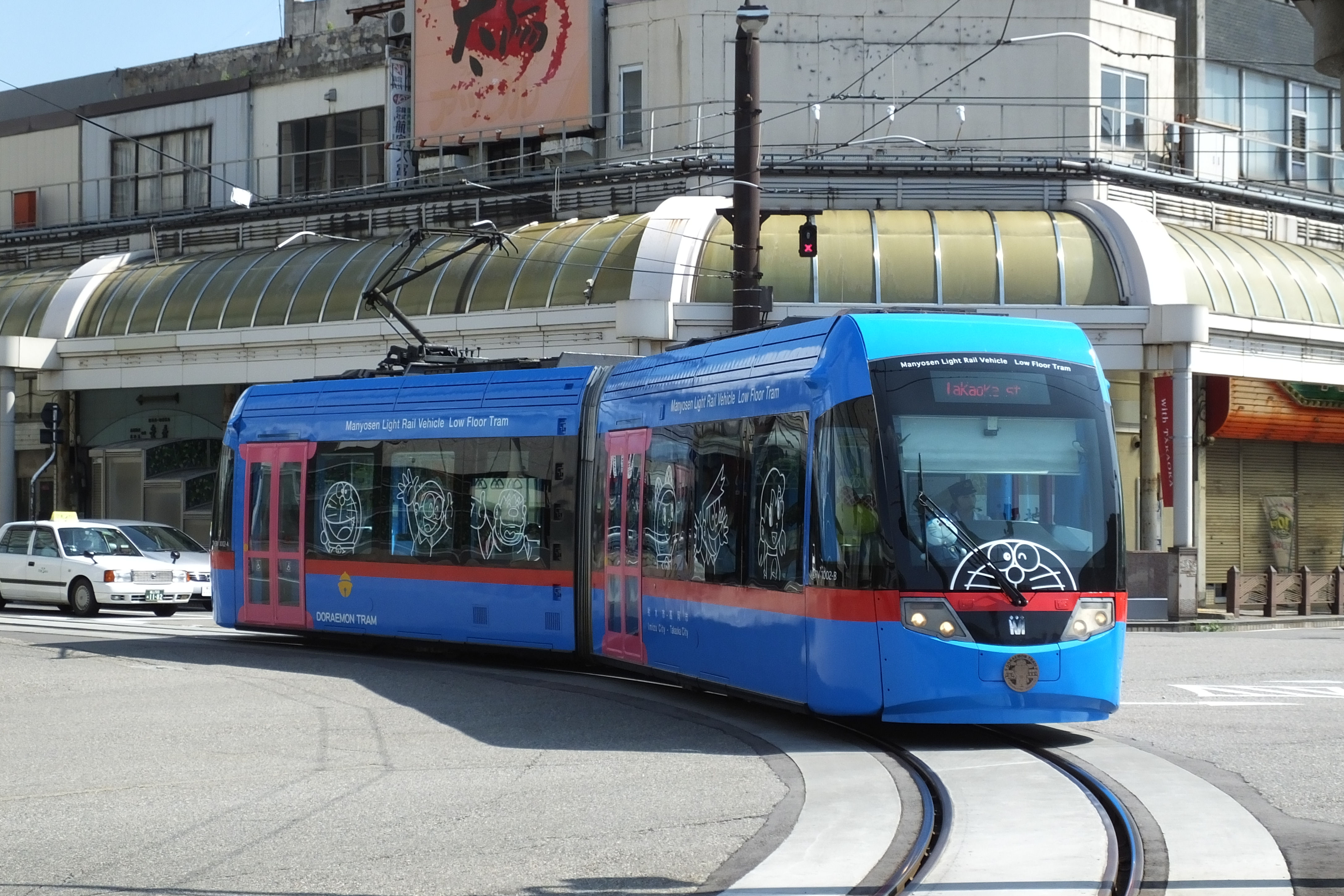
第2編成の2代目「ドラえもんトラム」
（2014年7月）

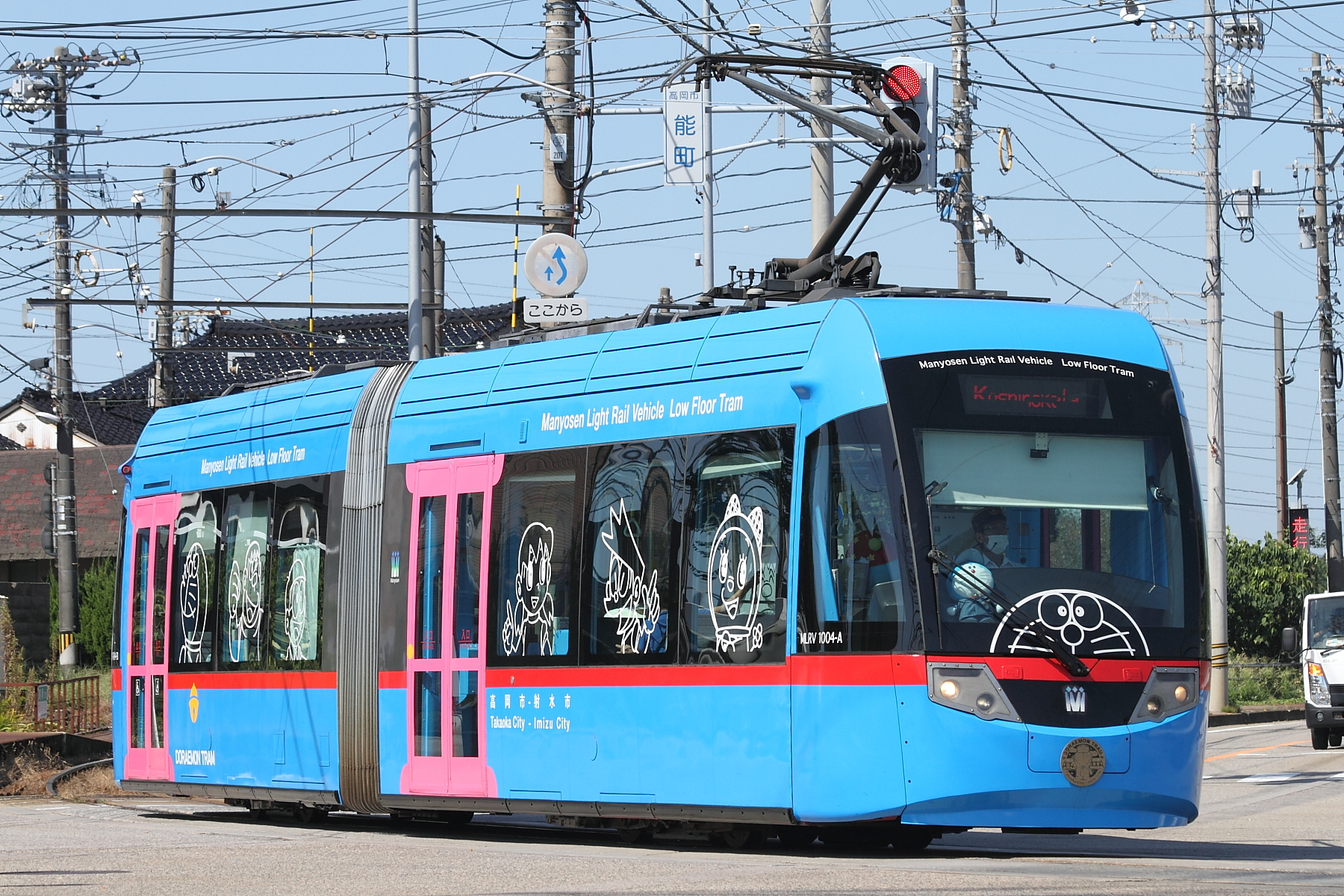
第4編成による3代目「ドラえもんトラム」
（2016年8月 能町口電停付近）

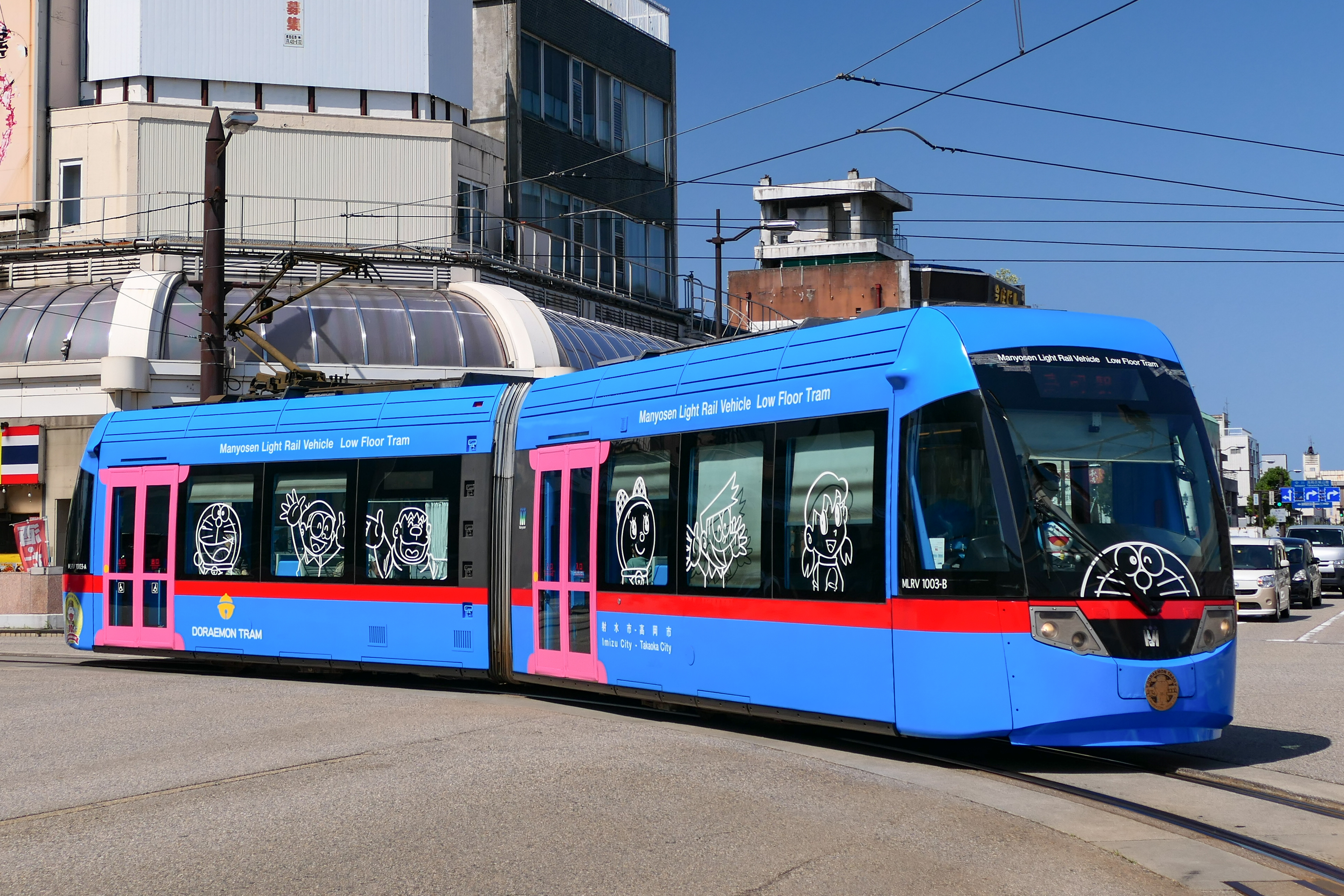
第3編成の4代目「ドラえもんトラム」(2023年6月 末広町電停 - 高岡駅電停間)

2012年（平成24年）より、MLRV1000形のうち1編成を充てて、藤子・F・不二雄の漫画『ドラえもん』のキャラクターを車内外に描いたラッピング電車「ドラえもんトラム」が運転されている。
この「ドラえもんトラム」は、万葉線の沿線高岡市が藤子・F・不二雄の出身地であることから市と高岡商工会議所、万葉線株式会社からなる実行委員会によって企画され、漫画の主人公ドラえもんの生誕（2112年9月3日）100年前を記念して2012年（平成24年）9月8日より運転を開始した。同車両の車体は本来の赤色からドラえもんをイメージした青色をベースに赤ラインが1本入ったデザインに、内装も同様に青基調に変更され、車内外各所にキャラクターが描かれている。また、ドア部分はどこでもドアを模したデザインのピンク色とされている。
運行は当初2013年（平成25年）8月末までの1年間の予定であったが、国内外から観光客を集めて「ドラえもんトラム」の乗客だけで同年5月に10万人を突破したことから、2015年（平成27年）8月末まで2年間の運行期間延長が決まった。期限の2015年8月には運行期間の2018年（平成30年）8月末までの再延長が決まり、2018年7月には引き続き国内外からの集客に効果があるとしてさらに3年間（2021年（令和3年）まで）の延長が発表された。
「ドラえもんトラム」は2012年の運行開始当初は第5編成 (MLRV1005) によって運転されていたが、検査の関係で2013年7月から車両が変わり、第2編成 (MLRV1002) で運行されるようになった。さらに2016年（平成28年）4月からは、同じく車両検査の都合で第4編成 (MLRV1004) が新たに3代目の「ドラえもんトラム」になっている。